# Cose che dimentico
Cose che dimentico è un brano musicale scritto da Cristiano De André (per la musica) e dal padre Fabrizio De André e Carlo Facchini dei Tempi Duri (per il testo) ed interpretato dallo stesso Cristiano, pubblicato come singolo nel 1994.
Il brano, fu presentato al Festival italiano 1994 ma rifiutato, probabilmente a causa della tematica in esso trattata. Successivamente inserito nell'album Sul confine del 1995, è dedicato ad un amico di Fabrizio, il poeta sardo Fernando Carola, malato di AIDS.
Una versione live della canzone, registrata in duetto da Cristiano e Fabrizio durante l'ultima tournée di quest'ultimo (1997-1998), è stata inserita nel cofanetto In direzione ostinata e contraria del 2005.
Cristiano ha riproposto il brano nel tour 2009-2010 De Andrè canta De Andrè e lo ha scelto come singolo promozionale del secondo volume dell'omonimo cd dal vivo. Un'interessante versione, completamente acustica, della canzone è stata inoltre pubblicata dall'altro autore del brano, Carlo Facchini e inserita nel suo album Dai Tempi Duri alla Carboneria del 2010.